# Siemens (Einheit)
Siemens (Symbol: S) ist im Internationalen Einheitensystem (SI) die Maßeinheit des elektrischen Leitwertes und nach Werner von Siemens benannt. 

## Definition
Das Siemens ist definiert als
{\displaystyle \mathrm {1\;S={\frac {1\;A}{1\;V}}} ={\frac {1}{\Omega }}\,,}
also als der Kehrwert des Ohm (Ω), der SI-Einheit des elektrischen Widerstandes.

## Geschichte
1860 hatte Siemens in Poggendorffs Annalen der Physik und Chemie den Aufsatz Vorschlag eines reproducirbaren Widerstandsmaaßes veröffentlicht (Einzelheiten hierzu siehe unter Ohm). 1935 führte die Internationale Elektrotechnische Kommission die Maßeinheit Siemens ein. Auf der 14. Generalkonferenz für Maß und Gewicht 1971 wurde das Siemens in das SI übernommen.

## Mho
Mho ist eine veraltete Bezeichnung für die Einheit Siemens, die Bezeichnung geht auf William Thomson zurück. Die Bezeichnung Mho (Ohm rückwärts gelesen) und das Symbol ℧ (ein kopfstehendes großes Omega) drücken aus, dass es sich um den Kehrwert der Einheit Ohm handelt. Verwendet wurden sie bis in die 1930er Jahre, in den USA im Bereich der Elektronik informell auch weiterhin.